# پارکز کانادا
پارکز کانادا (فرانسوی: Parcs Canada‎) آژانس دولت کانادا است که ۴۸ پارک ملی، سه منطقه حفاظت شده ملی دریایی، ۱۷۲ مکان تاریخی ملی، یک پارک ملی شهری، و یک مکان دیدنی ملی این کشور را مدیریت می‌کند. پارک‌های کانادا موظف است از حفاظت و ارائه نمونه‌های مهم ملی از طبیعت و میراث فرهنگی کانادا و تقویت درک عمومی، قدردانی و لذت بردن از راه‌هایی باشد که یکپارچگی اکولوژیکی و یادبود آنها را برای نسل‌های حال و آینده تضمین کند.